# Коловрат-Краковский, Александр Йозеф
Граф Александр Йозеф Коловрат-Краковский (нем. Alexander Joseph Graf Kolowrat-Krakowsky, известен как Саша Коловрат-Краковский; 29 января 1886, Глен-Ридж — 4 декабря 1927, Вена) — один из основоположников австрийского кинематографа, кинопродюсер, автогонщик и лётчик.

## Биография
Александр Коловрат-Краковский родился в Глен-Ридж, Нью-Джерси, США, в семье графа Леопольда Филиппа фон Коловрат-Краковского (куда его отец бежал после дуэли в 1876 году) и баронессы Надин Гупман-Вальбеллы, дочери табачного фабриканта. У него были сестра Берта и братья Фридрих и Генрих. Александр объяснял обстоятельства своего рождения в США тем, что его отец застрелил на дуэли обидчика, оскорбившего его невесту, принца Ауэршперга, что по обычаям того времени требовало отправиться в многолетнюю ссылку. Он крестился 16 марта 1886 года в католической церкви соседнего города Блумфилд. После милости императора его семья в июне 1887 вернулась на родину. В период с 1892 по 1896 годы он также посещал местную общинную школу.
После года учёбы в гимназии в Серебре (Мис), в возрасте 10 лет был принят в интернат римско-католической гимназии в Kollegium Kalksburg у Вены. В 1904 году окончил Венскую гимназию Терезианум. По просьбе своего отца, он поступил в католический университет в бельгийском Левене, но он не особо обращал внимания на учёбу, хотя граф Леопольд пытался мотивировать его курсами в школах в Англии и Швейцарии. Он закончил учёбу в 1907 году, а затем вступил в качестве однолетнего добровольца в 13-й драгунский полк имени принца Евгения Савойского.
В 1909 году он встретил в Париже Шарля Пате, и после этого в круг его увлечений помимо мотоспорта, автогонок, авиации и воздухоплавания прочно вошёл кинематограф. Уже во время учёбы молодой граф влюбился в мотоциклы, автомобили и гонки. Любовь к быстрой езде сопровождалась несколькими штрафами не только за превышение скорости, но и за отсутствие освещения автомобиля или номерного знака. Другая часть его жизни — фотография, страсть к которой он обнаружил во время службы в армии благодаря Оскару Беркову (чеш. Oskar Berkov), одному из лучших фотографов в монархии. Благодаря своим достижениям, Саша сначала получил прозвище граф Киловатт, позже Der Kinograf.

В 1910 году Александр унаследовал имения умершего отца в Богемии и учредил там в одном из дворцов киностудию Sascha-Film и кинолабораторию. В 1912 году он переехал в Вену и основал Sascha-Film в Вене. Коловрат-Краковский открыл для кинематографа многочисленных актёров, в частности, Вилли Форста и Марлен Дитрих. Имя Саши Коловрат-Краковского носит переулок в венском районе Фаворитен.
Граф Александр женился 30 апреля 1923 года в соборе святого Стефана в Вене. Его брак с княжной Софией Николаевной Трубецкой, дочерью царского генерал майора Николая Андреевича Трубецкого и Исолины Генриховны Морено, остался бездетным. В том же году граф получил травму в результате крушения своего автомобиля в Альпах. Когда он был доставлен в больницу Зиммеринга, у него был обнаружен рак поджелудочной железы. Только четыре года спустя, в декабре 1927 года, он проиграл борьбу с раком и умер в возрасте 41 лет. Останки хранились в семейной гробнице в Тинце.

## Автомобили
Граф четырнадцатый во всей Австро-Венгрии прошел пилотные испытания и был одним из первых, кто в Чехии купил самолёт. Также его большой любовью стали автомобили. Его ранние успехи появлялись в средствах массовой информации — например, в Allgemeine Automobil-Zeitung, Cycling & Moting или The Motor. С юных лет он также дружил с Вацлавом Клементом и Фердинандом Порше. В последующие годы он стал акционером автопроизводителя Laurin & Klement (акции, которые он унаследовал после своего отца) и Austro Daimler-Motoren AG.
В 1902 году Саша получил от своего отца велосипед, который несколько лет спустя поменял на мотоцикл. Граф Леопольд был недоволен увлечением сына гонками, но подарил ему мотоцикл Laurin & Klement, который Саша модифицировал. Сам граф Леопольд стал членом австрийского автомобильного клуба в 1903 году, а через год — даже заместителем председателя. Он также был одним из организаторов международной автомобильной выставки в Вене и членом учредительной комиссии Ассоциации международных автомобильных клубов Reconnus (нем. Association Internationale des Automobile Clubs Reconnus)(Aiacr) в Париже.
Ещё учась в старших классах, молодой граф полюбил мотоциклы, а с 17 лет стал регулярно посещать производителя мотоциклов и автомобилей Laurin & Klement, позже за эту компанию он участвовал в гонках в качестве пилота. Поскольку его семья не одобряла этого вида спорта, он скрывал своё участие, стартуя в соревнованиях под разными псевдонимами. Дебют в гонках прошёл в 1904 году, заезд проходил по маршруту Прага — Писек, и был организован чешским клубом мотоциклистов. Александр использовал мотоцикл Laurin & Klement, как и во время гонки Coupé Internationale, проходившей в Пацове в 1906 году.
Также в 1906 году Саша получил свою первую машину от отца. Несмотря на то что его отец, пытаясь помешать ему в дальнейших гонках, отправил сына на обучение по разведению крупного рогатого скота в Швейцарию, молодой граф не отказался от своих увлечений. В то время как сопровождение, назначенное отцом, отправляло домой открытки, Саша тренировался для участия в гонке по подъёму на холм, в Гайоне. Под псевдонимом Doconald не только выиграл, но и поставил рекорд скорости. После публикации фотографии в газете граф Леопольд смирился с увлечением своего сына. В том же году Саша поставил ещё один рекорд, когда смог на трассе Бруклендс (Суррей, Великобритания) достичь высокой средней скорости — 112,3 км/ч. В ноябре следующего года Саша за рулём автомобиля Laurin & Klement с новым 8-цилиндровым двигателем совершил в качестве рекламной акции пробег из Млада-Болеслава до Парижа, окончательной целью которого стало участие в Парижском автосалоне в Большом дворце.
В 1909 году он был членом команды-победителя Laurin & klement на трассе Вена — Триест, затем победил в гонке в гору Риес (в классе до двух литров и на Simmeringu) приехал вторым за своим другом Отто Гиеронимом (чеш.Ottou Hieronym). В том же году он участвовал в знаменитых гонках принца Генриха, на старте которого было в общей сложности 109 автомобилей. На трассе Берлин — Вроцлав — Татры — Будапешт — Вена — Зальцбург — Мюнхен длиной 2000 км занял второе место в одном из испытаний на скорость. Год спустя он занял второе место в гонке Збраслав — Йиловиште. В течение нескольких последующих лет успешно принимал участие и в гонках Санкт-Петербург — Севастополь, в соревнованиях за Кавказский кубок, в котором стал абсолютным победителем.
Также стоит отметить путь Саши к гонке в гору Гайон в 1909 году. Автомобиль из мастерской Laurin & klement и мотоцикл были отправлены на поезде, а молодой граф отправился в дорогу на машине, в которой его сопровождал механик Крутский. Они остановились на два дня в Пльзени на пиво и ветчину, в Мюнхене, чтобы посетить 60 пивных мест, во Франкфурте — на сосиски, в Страсбурге — на жаркое, в Брюсселе — на креветки и в Руане — на устрицы. Когда они прибыли в Париж за два дня до гонки, молодой граф обнаружил, что у него закончились деньги, необходимые для гонки. Нужные средства ему одолжила его тетя Франтишка Ксавери, графиня Коловрат-Краковская.
Перед войной граф Саша присутствовал на многих других гонках, в том числе и в Альпийских заездах, пять раз выиграв их с командой Laurin & klement.
В 1920 году спрос на автомобильные гонки снова вырос. В качестве зрителя Саша присутствовал на Гран-При в Ле-Мане, затем появился на гонке Карловы Вары — Марианские Лазне — Соколов — Карловы Вары, которая была первой, проводимой на чешском территории. На своей собственной машине Laurin & Klement он добрался до первого места в своем классе. Финансово поддержал гонки на трассе в Guggingu, где ему причислили серебряную премию, гонки в Земмеринге.
После 1920 года он также финансово поддерживал производство Laurin & Klement, которое не смогло вернуться к гражданскому производству после войны. В последующие годы граф попытался спасти автопроизводителя, ища компаньона, с которым он мог бы снова поставить завод на ноги. Поскольку он не нашел компаньона, в 1925 году было слияние Laurin & Klement с заводами Austro Daimler-Motoren AG, где с 1921 года он был не только акционером, но и членом совета, затем оплатил разработку и производство легкого спортивного автомобиля Sascha, несмотря на недовольство директора компании.
Во время нескольких поездок в США граф посетил заводы Форда. Мечтой Саши было создание народного автомобиля, вроде того, который изготавливал Форд. Затем он поделился своими знаниями и идеями со своим другом Фердинандом Порше, дизайнером автопроизводителя Austro Daimler-Motoren AG. Несмотря на все усилия и сотрудничество, например, с автопроизводителем Citroën, мечта Саши о маленьком народном автомобиле не сбылась.

Внук Фердинанда Порше Эрнст Пиех вспоминал графа Сашу следующим образом: 
«Саша Коловрат вернулся из Америки и сказал моему деду: „Почему ты все ещё делаешь такие тяжелые машины? Почему ты ещё не построил небольшую машину, как это делает Форд?“ И поэтому мы начали строить небольшие машины».

### Автомобиль Sascha
После первой мировой войны Фердинанд Порше решил создать небольшой гоночный автомобиль для своего друга Саши Коловрата. Первоначально он должен был иметь водяное охлаждение, четырёхцилиндровый двигатель с объёмом 1098 см3 и вес всего 775 кг. Это было очень мало по сравнению с другими автомобилями тех времён, но Порше решил противостоять этой проблеме и продолжать работу. Был создан легкий спортивный автомобиль Austro-Daimler весом всего 598 кг с двумя распределительными валами.
Впервые этот автомобиль стартовал 2 апреля 1922 года на Тарга Флорио на Сицилии. 42 гонщиков, ждали 432 км, 6000 поворотов и максимальный подъём 12,5 %. В категории серийных автомобилей до 1100 см3 победил Фриц Кун с временем 8:19:48, на втором месте закончил Ламберт Пёхер с временем 8:20:37, оба с автомобили типа Sascha. До финиша добрались только 26 гонщиков.

### Гонка Саши Коловрата
В честь графа Александра ежегодно проводится собрание исторических транспортных средств с экскурсией по замку Пршимда и посещением соседних городов Баварии.

### Достижения в мотоциклетных гонках
Граф Александр ездил в основном на мотоциклах из мастерской Laurin & klement, в нескольких гонках — на машине марки Puch.
- 1904, октябрь Прага-Писек (9. место, под псевдонимом «граф Клатовский»)
- 1905, сентябрь Земмеринг (3. место)
- 1906, сентябрь Земмеринг (1. место)
- 1906 Herbst-Prüfungs Fahrt (1. место)
- 1907, июнь Ридеберг (1. место в категории любителей + 1. место в категории гонщиков до 5,5 лошадиных сил)
- 1907, октябрь Гайон (1. место)
- 1907 Земмеринг (3. место)
- 1908, сентябрь Земмеринг (3. место)
- 1911, апрель Збраслав-Йиловиште (3. место)

### Достижения в автомобильных гонках
До войны основными гоночными машинами Саши Коловрата были автомобили Laurin&Klement. После войны он участвовал со своим старым автомобилем из мастерской Laurin & klement, также использовались автомобили марки Wanderer, Австро-Даймлер или Sascha.
- 1907 Земмеринг (1. место)
- 1908, март Збраслав-Йиловиште (1. место)
- 1908, апрель Падуя-Боволента (самое быстрое время)
- 1908, май Riesberg (1. место)
- 1908 Боснийская поездка (без штрафных очков, с рекордной скоростью в измеренном участке на перевале Ivanpass)
- 1908, июнь Санкт-Петербург-Москва (1. место с командой Laurin & Klement)
- 1908, сентябрь Земмеринг (3. место)
- 1908, октябрь Гайон (1. место + признан лучшим гонщиком года; под псевдонимом «Doconald»)
- 1909 Gaillon (1. место)
- 1909, май Riesberg (1. место)
- 1909, июнь премия принца Генриха (2. место в тесте скорости)
- 1909 Тест-драйв легких автомобилей под эгидой Австрийского автомобильного клуба (1. место с командой Laurin & Klement)
- 1909, сентябрь Земмеринг (2. место)
- 1909, Октябрь Гайон
- 1910, июнь Альпийская поездка
- 1911, апрель Збраслав-Йиловиште (2. место)
- 1911, май альпийская конница
- 1911, сентябрь Санкт-Петербург-Севастополь (1. место с командой Laurin & Klement)
- 1911, сентябрь Кавказский кубок (1. место)
- 1911, сентябрь обезьяны в Триесте (1. место)
- 1911, промышленная премия принца Эриха Турна-Таксис (с командой Laurin & Klement)
- 1911 Опава — Моравска Острава (1. место)
- 1912 Ралли Монте-Карло
- 1912, июнь Альпийская поездка
- 1912 звездная поездка в Сан-Себастьяне (4. место)
- 1913, март Тур де Франс
- 1913, май большая поездка надежности от Татр до Адрии (1. место)
- 1913, июнь Ридеберг (1. место)
- 1913, июнь St. Пельтен (1. место)
- 1913, июнь Альпийский кубок (3. место + Приз Триестского автоклуба, приз Венского автоклуба для лучшего гонщика)
- 1913, сентябрь Земмеринг (1. место)
- 1914, май Карпатская поездка (абсолютный победитель)
- 1914, июнь Альпийская поездка (устойчивый прирост к тому времени Кубок путника)
- 1920, сентябрь скоростная гонка Карловы Вары-Бечов-Марианске Лазне-Хеб-Соколов-Карловы Вары (1. место)
- 1920, сентябрь Земмеринг (1. место)
- 1921 Збраслав(1. место вместе с М. Bondym)
- 1921, июнь Ридеберг
- 1921, сентябрь Земмеринг (1. место)
- 1921 Гран-При Италии (10. место)
- 1922 Тарга Флорио (гонка не закончена)
- 1925, сентябрь Земмеринг

## Фильмы
Киноиндустрия графа Александера очаровала его еще в 1909 году, когда он впервые встретился с французским режиссером Шарлем Пате. После смерти своего отца в 1910 году он взял на себя управление имуществом в Чехии, он основал киностудию в особняке в Больших Дворах. Сам граф сначала посвятил себя режиссуре и камере, с 1914 года занимался только производством.
В 1911 году его команда создала первый австрийский профессионально снятый документальный Добыча руды. Интерес аудитории был значительным, критика положительная. Другие творения этого времени, репортаж о свадьбе герцога Карла с Цитой Бурбон-Пармской, крещение военного корабля Tegethoff (Линейные корабли типа «Вирибус Унитис»), автомобильный путь к австрийскими Альпами и несколько фильмов о красоте Далмации, Доломит, замок Кройценштайн, озера или Вены.
Из-за плохого освещения студий на больших площадках несколько первых художественных фильмов, были опубликованы в 1912 году. В том же году в замке вспыхнул пожар, поэтому студии были перенесены в Вену, где была создана производственная компания Sascha-Filmfabrik (позже Sascha-Film и Sascha Filmindustrie). Главным произведением того года стал долголетний художественный фильм про императора Иосифа II., который впервые поразил как аудиторию, так и критику.
Во время Первой мировой войны Саша вместе со своим братом Бедржихом был назначен военным в автомобильное подразделение. В 1914 году он получил Императорское согласие на съемки военных еженедельников и рекламных и учебных фильмов. Еженедельники были успешными у аудитории, поэтому Саша был переведен в военный пресс-центр через год, куда он также привел нескольких своих бывших коллег. К тому времени, когда он вернулся в Вену во время войны, он выпускал не только военные, но и забавные фильмы, которые помогли зрителям уйти от жестокой реальности. В 1916 году он также создал фильм о похоронах императора Франца Иосифа I.. В течение трех дней и ночей, 255 копий этой записи были созданы, что было очень высоким числом в то время.
В марте 1916 года граф приобрел большую металлическую конструкцию воздушного Ангара, которую он доставил из Дюссельдорфа в Вену. Таким образом, на территории Австро-Венгрии возникла первая полностью профессиональная киностудия. В том же году Саша познакомился с отцом немецкого фильма Оскаром Месстером. Вместе они основали Sascha-Messter Film, который в 1917-8 годах произвел 60 немых комедий. Капитал Саши в 1918 году купила компания Universum-Film AG.
10 сентября 1918 года произошло слияние Sascha-Film и Phillipp & Pressburger в Sascha Filmindustrie AG. Уставный капитал новой компании составил 4 000 000 крон. Потом в дистрибьюторской компании была подключена компания Collegia сети в Вене, Белграде, Бухаресте, Будапеште, Варшаве и Праге. Через год Sascha и Pressburger основали дистрибьюторскую компанию Herz Film Corporation, с которой они получили разрешение о распространении фильмов Paramount Pictures и за пределами Австрии.
В декабре 1921 Sascha Filmindustrie AG заключает контракты с национальными дистрибьюторскими компаниями в Швейцарии, Дании, Финляндии и увеличивает уставный капитал в размере от 4 до 30 миллионов долларов.
В 1922 году в кинотеатры вышел фильм Содом и Гоморра. В трехлетней подготовке участвовали тысячи мастеров, архитекторов, художников, скульпторов, пиротехников, портных, маскировщиков и других. Для этой работы в основном были наняты молодые и безработные. В одной сцене было в среднем от 300 до 500 актеров, а в сценах толпы-до 3000 человек. Бюджет фильма поднялся в пять раз выше первоначальной суммы. На заключительной пиротехнической сцене произошел несчастный инцидент, в котором было несколько раненых и погибших. Главный сапер был приговорен к 10 дням тюремного заключения и штрафу в размере 500 000 крон, возмещенным графом Коловратом. В ноябре Sascha Filmindustria поднимает уставной капитал до 60 миллионов.
В июле 1924 года капитал увеличился до 400 000 000 крон. Это увеличение капитала было связано с подготовкой нескольких больших фильмов и с продолжением гиперинфляции в Австрии.
В 1924 году в европейские кинотеатры были представлены четыре фильма "Sascha Filmindustrie". Последним из них был впечатляющий исторический фильм Die Sklavenkönigin (в США, названный Moon of Israel), премьера которого состоялась 24 октября в престижном Венском EOS, который был тематически украшен статуями древнеегипетских богов и воинов для торжественного запуска фильма в прокат. Сюжет фильма вдохновлен выходом израильтян из Египта, описывает историю любви еврейской рабыни Мерапи и принца Сифа, сына фараона Менапта. Сложной была, прежде всего, заключительная сцена слияния Красного моря, для которой была сделана огромная деревянная конструкция которая вмещала 100 000 галлонов воды. Режиссером фильма был Майкл Кертис, главную роль получила Мария Корда, жена режиссера Александра Корды. Общая стоимость производства фильма, как сообщается, превысила 1,5 миллиарда крон, в толпе участвовали более 5000 актеров. Граф Саша поручился за предоставленные ему кредиты своим личным имуществом. Фильм был очень положительно принят как европейской, так и американской критикой, так и зрителями.
Граф Саша стоял за появлением нескольких десятков фильмов, четыре из которых он даже сам режиссировал. Для фильмов привлекались несколько звезд, включая режиссера фильма Касабланка Майкл Кёртис, режиссер венгерского происхождения Александра Корды и актрисы Марлен Дитрих, Анни Ондра. Европейская киностудия также представила первую комическую пару Cocl & Seff в исполнении Рудольфа Вальтера и Иосифа Голуба. Актерам и художественным позициям граф платил роскошно - в 1915 году, когда было обычное ежемесячное вознаграждение в главной роли 150 крон, заплатил 200 крон, в 1918 году, то 400 крон.
В его честь был на месте, где в Вене были студии Sascha-Filmindustrie, установили его памятник и одна из улиц в районе Favoriten носит название Kolowratgasse.

### Производство
- 1912 Die Gewinnung des Erzes am steirischen Erzberg in Eisenerz
- 1912 Kaiser Joseph II.
- 1912 Bozen mit dem Luftkurort Gries
- 1912 Pampulik kriegt ein Kind (короткометражный фильм)
- 1913 Pampulik hat Hunger (короткометражный фильм)
- 1913 Der Millionenonkel
- 1915 Das andere Ich
- 1915 Der Schusterprinz
- 1916 Wien im Krieg
- 1917 Der Diebstahl
- 1917 Der Mann mit der Maske
- 1917 Wenn die Liebe auf den Hund kommt
- 1918 Das Baby (короткометражный фильм)
- 1918 Das Nachtlager von Mischli-Mischloch
- 1918 Der Märtyrer seines Herzens (как Александер граф Коловрат)
- 1918 Don Juans letztes Abenteuer
- 1918 Fred Roll
- 1918 Ihre beste Rolle
- 1918 Der Mandarin
- 1918 Um ein Weib
- 1919 Der Umweg zur Ehe
- 1919 Little Pitsch als Meisterdetektiv (короткометражный фильм)
- 1920 Das verunglückte Erbe (короткометражный фильм)
- 1920 The Prince and the Pauper
- 1922 Herren der Meere
- 1922 Le sixième commandement (Как Саша Коловрат)
- 1922 Sodom und Gomorrha
- 1923 Fräulein Frau
- 1923 Nameless
- 1922 Harun al Rashid
- 1923 Der junge Medardus
- 1924 Die Sklavenkönigin
- 1925 Das Spielzeug von Paris
- 1924 L'Esclave Reine
- 1927 Café Elektric
- 1927 Die Pratermizzi
- 1927 Trois nuits d'amour (как Саша Коловрат)

### Режиссура
- 1912 Pampulik kriegt ein Kind (короткометражный фильм)
- 1912 Pampulik als Affe (короткометражный фильм) (как Александер граф Коловрат)
- 1912 Kaiser Josef II. (короткометражный фильм) (как Александер граф Коловрат)
- 1913 Pampulik hat Hunger (короткометражный фильм)